# Euplectrotettix conspersus
Euplectrotettix conspersus är en insektsart som beskrevs av Bruner, L. 1900. Euplectrotettix conspersus ingår i släktet Euplectrotettix och familjen gräshoppor. Inga underarter finns listade i Catalogue of Life.